# 阿恩克萨
阿恩克萨（Anksa），是印度西孟加拉邦Barddhaman县的一个城镇。总人口16528（2001年）。

## 人口
该地2001年总人口16528人，其中男性8608人，女性7920人；0—6岁人口2019人，其中男969人，女1050人；识字率68.69%，其中男性为76.13%，女性为60.61%。